# Croix (Territoire de Belfort)
Croix – miejscowość i gmina we Francji, w regionie Burgundia-Franche-Comté, w departamencie Territoire de Belfort.
Według danych na rok 1990 gminę zamieszkiwały 122 osoby, a gęstość zaludnienia wynosiła 23 osoby/km² (wśród 1786 gmin Franche-Comté Croix plasuje się na 621. miejscu pod względem liczby ludności, natomiast pod względem powierzchni na miejscu 783.).